# Siavosh Derakhti
Siavosh Derakhti, född 3 juli 1991 i Umeå, är en svensk social entreprenör.
Han utnämndes 2016 av Forbes till en av de mest inflytelserika européerna under 30 år i kategorin policy.
Derakhti är förespråkare för mångfald och hur man motverkar utanförskap, intolerans, antisemitism, islamofobi och rasism bland barn och ungdomar i Sverige och framför allt i Malmö, där han också är uppvuxen. Hans föräldrar kommer från den azerbajzdjanska regionen i Iran.
Derakhti mottog det första Raoul Wallenberg-priset 2013 för att ha grundat Unga mot antisemitism och främlingsfientlighet. Han har även mottagit Årets ELSA-priset från Svenska kommittén mot antisemitism 2012. År 2015 mottog han IM-priset till Britta Holmströms minne från biståndsorganisationen Individuell Människohjälp. Siavosh Derakhti nominerades till Svenska Hjältar 2014 för sitt arbete. Han är även aktiv inom den svenskregistrerade nationalistiska[källa behövs] lobbyorganisationen World Azerbaijanis National Union (WANU).
Derakhti fick under Barack Obamas besök i Stockholm 2013 träffa presidenten. Den 22 juni 2015 var han värd för Sommar i P1.  Den 21 mars 2017 talade han på konferensen Stockholms Peace Talks i Stockholms Stadshus.
Derakhti prisades för sitt arbete mot antisemitism i Malmö och hans ansikte i brons blev en symbol för stadens öppenhet. 
I november 2020 deltog den sociala entreprenören Siavosh Derakhti och hans far, som är ordförande i WANU, i en demonstration där det även deltog medlemmar av Grå vargarna. Derakhti uppgav att han inte visste vem i demonstrationen som var medlem av Grå Vargarna.
När Ryssland invaderade Ukraina den 24 februari 2022, bestämde sig Derakhti och hans kamrater att göra en insats för att hjälpa den ukrainska befolkningen. Derakhti är en av initiativtagarna till och organisatörerna för UMAF - Vita Bussarna som är en evakueringsinsats för att hjälpa ukrainska nödställda vid ukrainska gränsen. Där hjälpte han till att föra dem till säkerhet och trygghet i Sverige från kriget i Ukraina. Derakhti har åkt skytteltrafik till Ukraina och lämnat flera ton förnödenheter och evakuerat ukrainska familjer till Sverige.